# Magdelaine de La Grange
Magdelaine de La Grange (1641-1679) fue una adivina francesa involucrada en el conocido como asunto de los venenos. Su arresto en 1677 supuso el inicio de la investigación oficial. 

## Biografía
Magdelaine de La Grange ejerció como adivina tras la ejecución de su esposo por haber recibido bienes robados. Su especialidad consistía en ofrecer antídotos a sus clientes tras revelarles que habían sido envenenados. Desde 1669, de La Grange vivió rodeada de lujos a expensas del rico abogado Jean Faurye. El 17 de agosto de 1676, de La Grange y un hombre el cual se identificó a sí mismo como Faurye comparecieron ante un asistente legal. El hombre dijo que ambos estaban casados y que él tenía un testamento en el cual nombraba a su esposa como beneficiaria. Poco después, tras la muerte de Faurye, su familia informó de este hecho. El certificado de matrimonio resultó ser una falsificación hecha por el abate Nail, quien se había hecho pasar por Faurye ante el asistente legal. Tras establecerse una conexión entre de La Grange y Louis de Vanens, este caso convenció a Gabriel Nicolas de la Reynie, jefe de la policía de París, de la existencia de una organización de envenenadores en la capital, siendo de La Grange y Nail sometidos a interrogatorio durante meses sin haber sido llevados a juicio. De La Grange apeló a François-Michel le Tellier, marqués de Louvois, afirmando poseer información sobre otros crímenes de gran importancia. Louvois informó al rey, quien a su vez informó a de la Reynie. De La Grange nunca llegó a revelar ningún hecho realmente importante, si bien tras el arresto de Marie Bosse en 1679, el juicio contra ella siguió su curso.
Magdelaine de La Grange y el abate Nail fueron condenados a muerte por falsificación y asesinato el 4 de febrero de 1679, siendo ejecutados en la horca cuatro días después.